# California Gurls
„California Gurls“ je píseň americké popové zpěvačky Katy Perry. Píseň pochází z jejího třetího alba Teenage Dream. Produkce se ujmuli producenti Max Martin, Dr. Luke a Benny Blanco. S touto písní jí vypomohl americký rapper Snoop Dogg. V roce 2011 vydala skupina The Baseballs rock and rollovou přehrávku písně na svém albu Strings 'n' Stripes.

## Hitparáda
| Země        | Umístění |
| ----------- | -------- |
| Austrálie   | 1        |
| Česko       | 8        |
| Kanada      | 1        |
| Itálie      | 3        |
| Nový Zéland | 1        |
| Evropa      | 1        |
| USA         | 1        |
| Anglie      | 1        |
| Německo     | 3        |